# Meri (Camerún)
Meri es una comuna camerunesa perteneciente al departamento de Diamaré de la región del Extremo Norte.
En 2005 tenía 86 834 habitantes, de los que 2982 vivían en la capital comunal homónima.
Se ubica unos 25 km al oeste de Maroua.

## Localidades
Comprende, además de la ciudad de Meri, las siguientes localidades:
- Bezel
- Bezeldangar
- Bilguim
- Boutoum Fedem
- Dakatak
- Dalbaye
- Dalkondo
- Debi
- Djebe
- Dogba
- Dogba Alhadji
- Doubagoudo
- Doulek Centre
- Dourga
- Dourga Bamguel
- Douvangar
- Foula
- Gabaga
- Gabou
- Gada I
- Gadagalao
- Gadjouway
- Gamassai
- Godola Garre
- Godola Hossere
- Goli
- Goulmoko
- Goulmoyo
- Guirmedeo
- Guivel (Meri)
- Guivel (Douroum)
- Hadao
- Hadaoure
- Hodouvou
- Houloum Guiziga
- Kakata
- Kalliao
- Katchounga
- Keleke
- Kilwo
- Kodjoleo
- Kousdai I
- Lamorde
- Louggol Garga
- Madentéré
- Magawa
- Maguivele
- Makabaye
- Maksal
- Maldang
- Maldoua
- Mambang
- Mangaf
- Manguirda
- Manzala
- Markaba
- Matakavaye
- Matcharay
- Mayak
- Mayel Ndadi
- Mbalak
- Mbalewa
- Mbozo
- Meftek
- Menguer
- Meri Guema
- Metcheket
- Mezed
- Mikiri
- Minglia
- Mogazang
- Mogordom
- Mohol
- Mokouzek
- Momigou Bladi
- Motorsolo
- Moundour
- Mozogoye
- Ndanedjam
- Ndiam Tcholli
- Ndoloko
- Ndougour
- Ngamassaye
- Ngassa
- Ngoktof
- Ngomebley
- Ngomerey
- Ngozei
- Ngozemey
- Ngozvol
- Nguissar
- Ngozouval
- Outergass
- Petodje
- Tchabawol
- Tchakidjebe
- Tchere
- Tchere
- Toukov
- Vezet
- Wele
- Winde Ganki
- Wouro Sissi
- Woze
- Zakalliao
- Zala
- Zandai
- Zigdenleng
- Zop
- Zouval